# Ernesto Cavour

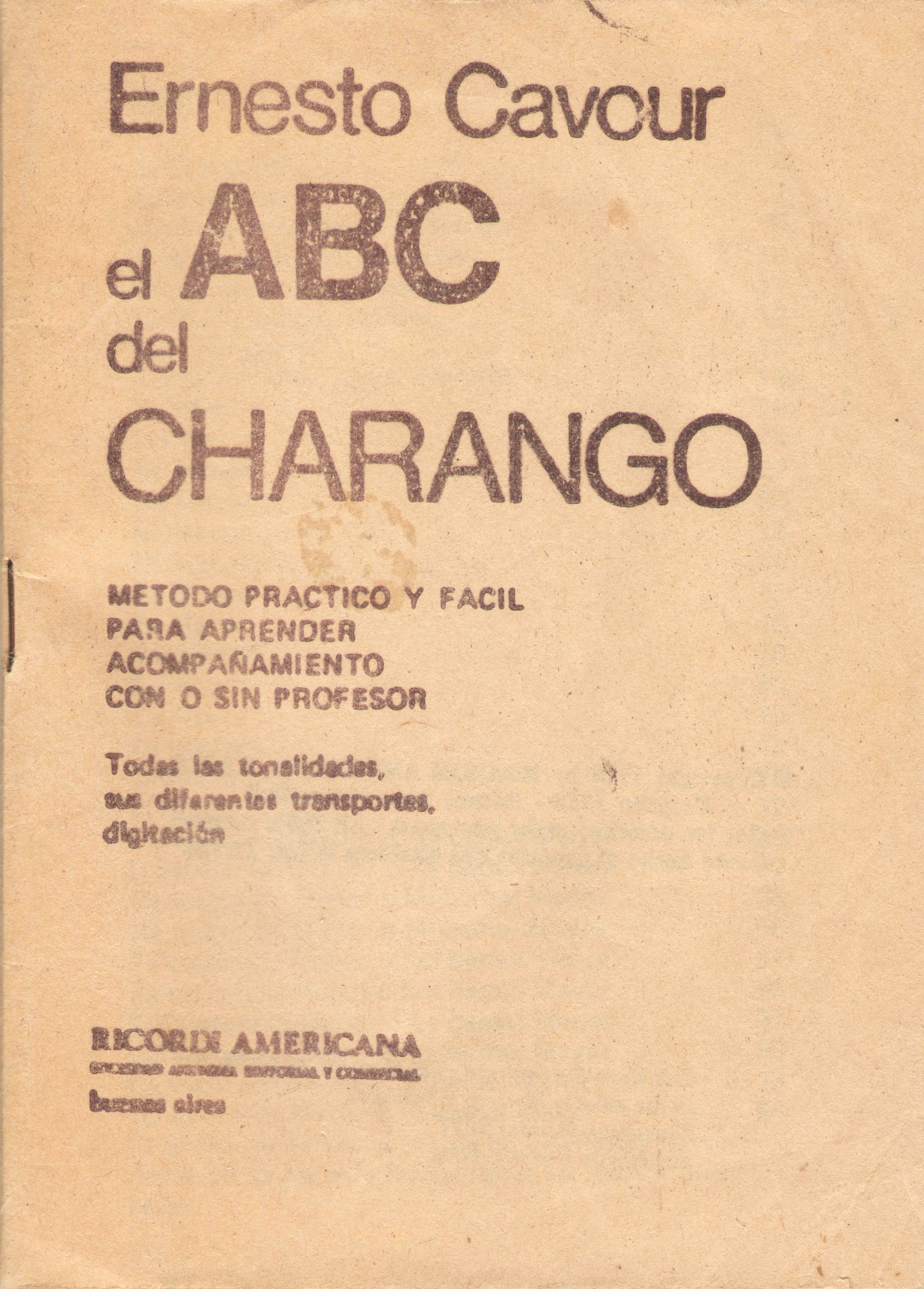
Libro "El ABC del charango" de Ernesto Cavour.

Ernesto Enrique Cavour Aramayo (La Paz, 9 de abril de 1940 - La Paz, 6 de agosto de 2022) fue un cantautor, músico, artista  polivalente, investigador, escritor, bailarín e inventor de instrumentos musicales, autor de métodos de aprendizaje para tocar instrumentos andinos y ritmos del folklore boliviano.

## Biografía
A la edad de 10 años, decidió comprarse un charango en la feria del mercado popular en vez de comprar el regalo para su madre con sus pequeños ahorros. Este sería el hito que despertara su vocación artística con el charango dedicándose por completo a la actividad musical y al desarrollo de una técnica moderna de ejecución del instrumento. Como artista autodidacta, Cavour concreta los primeros métodos de aprendizaje de instrumentos musicales, siendo el ABC del charango, fundamental en el ámbito latinoamericano novel. A principios de la década del 60 forma parte del Ballet Nacional que estaba a cargo de Julia Elena Fortún. En 1962 gana un premio como solista instrumental en Salta, Argentina.

### Carrera musical
Empezó su carrera en 1957 como solista. En 1966 fundó el grupo Los Jairas (que en lengua aimara significa ‘flojo’) integrado por Gilbert Favre, Julio Godoy y Yayo Joffré, con los cuales emprendió entre 1969 a 1971 una prolongada gira a Europa para dar a conocer la música tradicional boliviana.
En 1971 se desvinculó de Los Jairas y retornó a Bolivia formando su propio conjunto con Mario P. Gutiérrez, Luis Valdez y Luis Cavour. En 1973 fundó la "Sociedad Peruana del Valle" y organizó en la ciudad de La Paz congresos nacionales de charanguistas con William Ernesto Centellas y Abdon Cameo. En 1974, junto con el músico Luis Rico, reinició las actividades artísticas y culturales de Peña Naira, ubicada en la calle Sagárnaga de La Paz, la que se constituyó en un referente de la música boliviana . Ese mismo año fue invitado por el programa Encuentro de Televisa México y el Instituto Mexicano de Seguridad Social, compartiendo escenarios con famosos artistas como Atahualpa Yupanqui, Nicómedes Santa Cruz, Octavio Marulanda y René Villanueva, extendiéndose su labor y su reconocimiento como gran exponente del charango en el continente americano. En 1979 formó el trío Bolivia, Corazón de América, junto con Nilo Soruco y Luis Rico.
En 1985 participa en el Festival Internacional de la Guitarra en el Alter Oper, junto a otros artistas reconocidos mundialmente como Paco de Lucía, Stefan Jeremías, Manuel Barrueco y la Filarmónica Moskaner. En octubre de 1986 actuó en el Concierto Internacional de la Guitarra en Hamburgo, en el Music Hall de Alemania, compartió escenario junto con artistas como Andrés Segovia, Pepe Romero, Raúl García Zárate y otros grandes consagrados.
En 1997 ingresó a la Asociación de Inventores de Bolivia A.I.B. dependiente de la Academia Nacional de Ciencias de Bolivia en calidad de socio inventor y, junto con los directivos de la Asociación de Inventores, organizó el Concierto de Nuevos Instrumentos Musicales. En 1995 representó a Bolivia en el Encuentro del Nuevo Mundo del Folclore, un festival Internacional que se realiza en Riobamba, Ecuador.
Información personal 
Vida familiar
Madre: Marina Elena Aramayo.
Matrimonio: María del Carmen Pinto Luján (1972-1986).
Cuatro hijos.

## Museo del charango e instrumentos
En 1962 creó el “Museo del Charango”. Para 1984 con la ampliación del recinto y más de 2000 instrumentos musicales bolivianos y extranjeros, refunda oficialmente la muestra con el nombre de 'Museo de Instrumentos Musicales de Bolivia',  distribuidas en salas dedicadas a los instrumentos prehispánicos, cordófonos, membranófonos, aerófonos, idiófonos, instrumentos del mundo y de nueva creación, muchos de ellos creados por el artista polivalente. En 1997 el museo se consolida institucionalmente con la categoría "Museos de la ciudad de La Paz", en una casona colonial conocida como la 'Casa de la Cruz Verde', completando el circuito de museos ubicados en la calle Apolinar Jaén de la ciudad de La Paz.

## Discografía

### Con el trío Favre - Domínguez - Cavour
- 1966 Folklore I
- 1967 Folklore II
- 1975 Instrumental
- Grito de Bolivia
- Sortilege des Andes - El cóndor pasa

### Como solista
- Acuarela boliviana - Bolivia eterna
- Ernesto Cavour y Los Jairas
- El cuento del trompo
- Charango boliviano
- 1972 Ernesto Cavour y su conjunto
- 1973 El disco de oro del charango
- 1973 Maestro del charango
- 1974 Recital (con Yacco Velarde y Freddy Santos)
- 1975 Charango y conjunto II
- 1975 Chants et musique d'Amerique du Sud
- 1977 Vena popular
- 1979 Canto del viento
- 1981 Piedras peregrinas
- 1981 Cóndor (con su hermano Lucho Cavour)
- 1982 Las cosas nuestras I
- 1983 En Peña Nayra II
- 1984 Ernesto Cavour y su charango
- 1989 Villancicos
- 1989 Ernesto Cavour y su conjunto
- 1990 Padre Viento
- 1991 El vuelo del picaflor
- 1992 La partida
- 1992 The river with no bridge (banda sonora de la película homónima japonesa)
- 1992 Leño verde
- 1993 De colección
- 1998 Tierra y agua
- 2000 Agua y tierra
- 2002 Charango
- 2004 Ernesto Cavour y su conjunto
- 2005 El vuelo del picaflor - Su charango y conjunto
- 2006 Ernesto Cavour
- 2007 Antología 50 años

## En el cine
Aparece en la película estadounidense El Charango. La experiencia cinematográfica de Cavour comienza en 1967 en Crimen sin olvido junto con el actor Jorge Mistral, en la película Mina Alaska, Tinku.

## Instrumentos
Ernesto Cavour, ha caracterizado sus presentaciones con la muestra de cerca a treinta instrumentos innovados e inventados por él de los cuales cinco se hicieron populares según su testimonio. Aquellos que se internacionalizaron en manos de grupos y músicos destacados son:
- La guitarra muyu muyu (en aimara, ‘vuelta-vuelta’). Técnicamente se trata de dos guitarras unidas por la espalda cuyas cajas de resonancia están divididas por un tabique. Uno de los lados lleva seis cuerdas simples de nailon y el otro doce cuerdas metálicas; ambas guitarras tienen su propio clavijero que forman el ángulo perfecto que resiste al instrumento.

- Las zampoñas cromáticas de dos filas. Consta de dos octavas con posibilidades de ampliación. Actualmente usa 25 tubos ordenados en dos filas.[2]

En marzo de 1991 presenta su colección de instrumentos inventados e innovados en Tokio, Japón como invitado especial del programa de televisión Naruhodo The World.

## Distinciones y reconocimientos
- 1964 - Premiado con la medalla de Oro como solista en charango en el Festival San Miguel de Tucumán, los medios de información resaltan su participación sobresaliente en el Primer Festival Folklórico Estudiantil, calificándolo de charanguista y ejecutor ambidextro “virtuoso del charango”.
- 1965 - Primer Premio Solista Instrumental en el Festival Latinoamericano del Folklore en Salta, Argentina. En el mismo año la prensa cusqueña “El Comercio”, además de destacar su actuación, lo señala como “el mago del charango”.
- 1966 - Gana un trofeo a la mejor canción con conjunto Los Jairas, ganadores del II Festival Lauro de la canción boliviana, Cochabamba.
- 1973 - Gana un trofeo en el Festival de Cosquín, Argentina. Fue designado como el más afamado intérprete del charango en Buenos Aires. Elogiado con la denominación “pasó el cóndor”, por la revista Folklore de Buenos Aires.
- 1973 - La Secretaría de la Rectoría, Dirección de Actividades Socioculturales de la Universidad Mexicana, lo declara “el mejor charanguista del mundo”. Acto de reconocimiento en la Peña de los Folkloristas, México D.F.
- 1973 - La televisión ecuatoriana Canal 8 de Quito, Ecuador, lo designa como el mejor charanguista del mundo. La Peña Jatari de Quito lo nombra como “el 1º charango del mundo”.[4]
- 1977 - Recibió una placa recordatoria “al mejor charanguista del mundo”, otorgado por el Programa Sentir Boliviano de Radio Argentina.
- 1978 - La Casa de la Cultura de la ciudad de Ambato, Ecuador, y el periódico Avance lo presentan como el “mejor charanguista del mundo”.
- 1981 - La ciudad de Gamagori, Japón, le entregó la Llave de Oro de la Ciudad por incentivar a la juventud japonesa sus inquietudes hacia la música.
- 1982 - Es presentado por parte de Music Amigos de Tokio como el "charango de oro".
- 1988 - Recibe un trofeo en la Casa de la Cultura Argentina – Bolivia.
- 1988 - Fue condecorado como Ciudadano Ilustre por el alcalde de Cuiabá, Brasil.[4]
- 1991 - El Diario del Norte de Ibarra, Ecuador, lo declara: “el mejor charanguista del Universo”.
- 1993 - La prefectura del departamento de La Paz, le otorga la condecoración Franz Tamayo en el grado de oficial en la gestión de Alfredo Franco Guachalla.
- 1994 - En el VII Festival de la Guitarra de La Habana, Cuba fue nombrado "miembro honorable".
- 1995 - Recibe el trofeo, Chile tierra del Sol y del Cobre en Calama, Chile.
- 1996 - Galardonado por la municipalidad Punta Arenas, Chile.
- 1997 - Recibe un trofeo de municipalidad de Arica, Chile.
- 1999 - Recibe un homenaje y reconocimiento como intérprete y compositor de la época de oro de la música folklórica boliviana por el Círculo de Comunicadores de Música boliviana CICOMBOL.
- 2003 - Recibe diplomas de distinción otorgados por la Secretaría de Desarrollo Social del ayuntamiento de Acapulco y de la Embajada de Bolivia en México.
- 2004 - Recibe la condecoración Prócer Pedro Domingo Murillo en el Grado de "Honor al Mérito", otorgada por el Honorable Concejo Municipal de la ciudad de La Paz.
- 2004 - El "International Press" de Tokio le denomina “el genio del charango”.
- 2007 - Recibió un homenaje a su trayectoria artística en el 7.º Congreso de Charanguistas y el 6.º Encuentro internacional del Charango llevando el nombre de “Ernesto Cavour”.

- 2018 - Premio Nacional de Cultura (Bolivia)[5]

## Libros
- *"EL ABC DEL CHARANGO” Método de enseñanzas
- *“APRENDA A TOCAR EL CHARANGO” Método de enseñanza audiovisual
- *“LA QUENA” Método inicial por música
- *“APRENDA A TOCAR GUITARRA” Método de enseñanza audiovisual
- *“APRENDA A TOCAR LA QUENA” Método de enseñanza audiovisual
- *“APRENDA A TOCAR ZAMPOÑA” Método de enseñanza audiovisual
- *“EL QUIRQUINCHO CANTOR” Cancionero y poemario (1979), traducido al japonés
- *“EL ABC DE LA MANDOLINA”
- *“PENSAMIENTOS CHIQUITITOS”, dos volúmenes
- *“EL CHARANGO, SU VIDA, SUS COSTUMBRES Y SUS DESVENTURAS
- *“METODO PARA WALAYCHO Y RONCOCO”
- *“LA ZAMPOÑA CROMÁTICA DE DOS FILAS”
- *“LOS INSTRUMENTOS MUSICALES DE BOLIVIA”
- *“METODO PARA CONCERTINA”
- *“INVENTOS DE CAVOUR”
- *“DICCIONARIO ENCICLOPEDICO DE LOS INSTRUMENTOS MUSICALES DE BOLIVIA”
- "Alasita Ernesto Cavour¨